# سورة الأنعام

مخطوطة فيها آيات من سورة الأنعام

سورة الأنعام سورة مكية ماعدا الآيات 20، 23، 91، 93، 114، 141، 151، 152، 153 فمدنية، وهي من السبع الطوال، آياتها 165، وترتيبها في المصحف 6، نزلت بعد سورة الحجر، بدأت بحمد الله والثناء عليه ﴿الْحَمْدُ لِلَّهِ الَّذِي خَلَقَ السَّمَاوَاتِ وَالْأَرْضَ وَجَعَلَ الظُّلُمَاتِ وَالنُّورَ ثُمَّ الَّذِينَ كَفَرُوا بِرَبِّهِمْ يَعْدِلُونَ ۝١﴾ [الأنعام:1]، ويدور محور السورة حول «التوحيد وأصول الإِيمان». عنِ ابنِ عبَّاسٍ رضِي اللهُ عنهما، قالَ: ((نزَلَتْ سورَةُ الأنعامِ بمَكَّةَ ليلًا جُملةً، حولَها سَبعونَ ألفَ مَلَكٍ، يَجأرُونَ حولَها بالتَّسبيحِ)).

## موضوع السورة
يدور محور السورة حول «العقيدة وأصول الإِيمان» وهي تختلف في أهدافها ومقاصدها عن السور المدنية التي سبق الحديث عنها كالبقرة، وآل عمران، والنساء، والمائدة، فهي على الرغم من طولها إلا أنها تخلو من قصص الأنبياء، والصالحين كما في السور الطوال سوى قصة قصيرة لآزر والد إبراهيم لا تتجاوز النصف صفحة، ولم تعرض لشيءٍ من الأحكام التنظيمية لجماعة المسلمين، كالصوم والحج والعقوبات وأحكام الأسرة، ولم تذكر أمور القتال ومحاربة الخارجين على دعوة الاِسلام، كما لم تتحدث عن أهل الكتاب من اليهود، والنّصارى، ولا على المنافقين، وإِنما تناولت القضايا الكبرى الأساسية لأصول العقيدة والإِيمان، وهذه القضايا يمكن تلخيصها فيما يلي:-
- قضية الألوهية.
- قضية الوحي والرسالة
- قضية البعث والجزاء

### مواضيع السورة التفصيلية[2]
- بيانُ أنَّ حقَّ الحَمدِ ليسَ إلَّا للهِ وإبطالُ تَأثيرِ الشُّركاءِ مِن الأصنامِ والجنِّ؛ بإثباتِ أنَّه المتفرِّدُ بخَلْقِ العالَمِ، وخَلْقِ الإنسانِ ونظامِ حَياتِه ومَوتِه، بحِكمتِه تعالى وعِلْمِه، وتنزيهُ اللهِ تعالى عن الوَلَدِ والصَّاحبةِ.
- موعِظةُ المعرِضِينَ عن آياتِ القُرآنِ والمكذِّبِينَ بالدِّينِ الحَقِّ، وتَهديدُهم بأنْ يَحُلَّ بِهم ما حلَّ بالقُرونِ المكذِّبينَ مِن قَبْلِهم، والكافِرين بنِعَمِ اللهِ تعالى، وأنَّهم ما يَضرُّون بالإنكارِ إلَّا أنفُسَهم، ووعيدُهم بما سَيَلْقَونَ عِندَ نزْعِ أرواحِهم، ثمَّ عِندَ البَعثِ.
- تسفيهُ المشرِكِينَ فيما اقْتَرحُوه على النبيِّ ﷺ من طَلبِ إظهارِ الخوارقِ تهكُّمًا، وإبطالُ اعتقادِهم أنَّ اللهَ شاء لهم الإشراكَ؛ قصْدًا منهم لإفحامِ الرَّسولِ ﷺ، وبيانُ حَقيقةِ مَشيئةِ اللهِ، وإثباتُ صِدقِ القُرآنِ بأنَّ أهلَ الكِتابِ يَعرِفون أنَّه الحقُّ.
- حَشدًا من الأدلَّةِ والبَراهينِ على وحدانيَّة اللهِ، وقُدرَتِه، وأنَّه وحْدَه المستحِقُّ للعبادةِ.
- الإنكارُ على المشرِكينَ تَكذيبَهم بالبَعثِ، وتحقيقُ أنَّه واقِعٌ، وأنَّهم يَشهَدون بعْدَه العذابَ، وتَتبرَّأ منهم آلهتُهم التي عَبَدوها، وسَيَندمُون على ذلِك
- تَسليةٌ للنبيِّ محمَّدٍ ﷺ، وتَثبيتٌ لقلبِه، ودَعوتُه للصبرِ على تحمُّلِ أعباءِ الرِّسالةِ دون كَللٍ ولا مَلَل، وإرشادُه إلى الاقتداءِ بمَن سبَقَه مِنَ الرُّسُلِ الَّذين صَبَروا على تَكذيبِ أقوامِهم.
- بيانُ حِكمةِ إرسالِ اللهِ الرُّسلَ، وأنَّها الإنذارُ والتبشيرُ، وليستْ وظيفةُ الرُّسلِ إخبارَ الناسِ بما يَتطلَّبون عِلمَه مِن المُغيَّباتِ.
- بيانُ اختِصاصِ الحقِّ سبحانه وتَعالى بالعِلمِ المغيَّبِ، وقَهرِه، وغَلبتِه على المخلوقاتِ.
- بَيَّنتِ السُّورةُ أنَّ الذين يَستجيبونَ لدعوةِ الحقِّ، هم الذين يَسمَعونَ ويتَّعظون ممَّن قُلوبُهم حيَّة، أمَّا مَن ماتتْ قلوبُهم فهم لا يَنتفِعون بموعظةٍ، ولا يَقْبَلون هِدايةً، ومصيرُهم إلى اللهِ سبحانه وتعالى
- بيانُ أنَّ تَفاضُلَ النَّاسِ بالتَّقوى والانتسابِ إلى دِينِ اللهِ، وإبطالُ ما شرَعَه أهلُ الشِّركِ مِن شرائِعِ الضَّلالِ. والنَّهيُ عن مُجالسةِ الخائِضين في آياتِ اللهِ ومُؤانستِهم. والأمْرُ بالإعراضِ عن المشرِكين، والنَّهيُ عن سَبِّ الأَصنامِ وعُبَّادِها.
- بيانُ أنَّ التَّقوى الحقَّ ليستْ مُجرَّدَ حِرمانِ النَّفسِ مِنَ الطيِّباتِ، بل هي حِرمانُ النَّفْسِ مِن الشَّهواتِ التي تَحُولُ بين النَّفْس وبينَ الكَمالِ والتَّزكيةِ.
- ضربُ المثَلِ للنَّبيِّ ﷺ مع قومِه بمَثَلِ إبراهيمَ عليه السَّلامُ مع أبيه وقومِه، وكان الأنبياءُ والرُّسُلُ على ذلِك المَثَل؛ مَن تَقدَّمَ منهم ومَن تأخَّرَ.
- المنَّةُ على الأمَّةِ بما أَنزلَ اللهُ مِن القرآنِ هُدًى لهم، كما أَنزلَ الكِتابَ على موسى، وبأنْ جَعَلَها اللهُ خاتِمةَ الأممِ الصَّالحةِ. وبيانُ فَضيلةِ القرآنِ ودِينِ الإسلامِ وما مَنَحَ اللهُ لأهْلِه مِن مُضاعَفةِ الحَسَناتِ.
- تَخلَّلتْ ذلك قوارعُ للمُشرِكين، وتنويهٌ بالمؤمنين، وامتنانٌ بنِعمٍ اشتمَلَتْ عليها مخلوقاتُ اللهِ، وذِكْرُ مَفاتِحِ الغيبِ.
- ذكرُ أحوالِ العربِ في الجاهليَّةِ، مع بيانِ ما كانوا عليه مِن سفاهةٍ، وسورةُ الأنعامِ أَجمَعُ سُورِ القُرآنِ لذلك.
- تَفصيلُ مُحرَّماتِ الشَّريعةِ الإسلاميَّة، ومُحْكَمَاتِ آياتِ القُرآن، والأوامِر والنَّواهي.
- ذَكَر اللهُ تعالى في السُّورةِ خِلافةَ الخلائِقِ، وتفاوُتَ دَرجاتِهم، وخَتَمَ السُّورةَ بذِكرِ سُرعةِ عُقوبةِ اللهِ لمستحِقِّيها، ورحمتِه ومَغفرتِه لمستوجِبيها.

## أسباب النزول
1. قال المشركون: يا محمد خبرنا عن الشاة إذا ماتت من قتلها قال: الله قتلها قالوا: فتزعم أن ما قتلت أنت وأصحابك حلال وما قتل الكلب والصقر حلال وما قتله الله حرام، فأنزل الله تعالى هذه الآية وقال عكرمة: إن المجوس من أهل فارس لما أنزل الله تعالى تحريم الميتة كتبوا إلى مشركي قريش وكانوا أولياءهم في الجاهلية وكانت بينهم مكاتبة أن محمدا وأصحابه يزعمون أنهم يتبعون أمر الله ثم يزعمون أن ما ذبحوا فهو حلال وما ذبح الله فهو حرام فوقع في أنفس ناس من المسلمين من ذلك شيء فأنزل الله تعالى هذه الآية.
2. قال ابن عباس يريد حمزة بن عبد المطلب وأبا جهل وذلك أن أبا جهل رمى رسول الله ﷺ بفرث وحمزة لم يؤمن بعد فأُخبِر حمزة بما فعل أبو جهل وهو راجع من قنصه وبيده قوس فأقبل غضبان حتى علا أبا جهل بالقوس وهو يتضرع إليه ويقول: يا أبا يعلى أما ترى ما جاء به سفه عقولنا وسب آلهتنا وخالف آباءنا قال حمزة: ومن أسفه منكم تعبدون الحجارة من دون الله أشهد أن لا اله الا الله لا شريك له وأن محمدا عبده ورسوله فأنزل الله تعالى هذه الآية.
3. عن عكرمة في قوله ﴿قَدْ خَسِرَ الذينَ قَتَلوا أَولادَهُم سَفَهًا بِغيرِ عِلمٍ﴾ قال: نزلت فيمن كان يئد البنات من مضر وربيعة كان الرجل يشترط على امرأته أنك تئدين جارية وتستحيين أخرى فاذا كانت الجارية التي توأد غدا من عند أهله أو راح وقال أنت علي كأمي إن رجعت إليك لم تئديها فترسل إلى نسوتها فيحفرن لها حفرة فيتداولنها بينهن فإذا بصرن به مقبلا دسسنها في حفرتها وسوين عليها التراب.
4. قال تعالى: ﴿قد نعلم إنه ليحزنك …﴾ الآية. عن علي أن أبا جهل قال للنبي ﷺ: إنا لا نكذبك وإنك عندنا لصادق، ولكن نكذب بما جئت به. فأنزل الله فيهم الآية - رواه الترمذي[3] والحاكم.
5. قال تعالى: ﴿ولقد جئتمونا فرادى …﴾ الآية. عن عكرمة قال: نزلت الآية في النضر بن الحارث لما قال: سوف تشفع لي اللات والعزى - رواه ابن المنذر وابن أبي حاتم.[4]
6. قال تعالى: ﴿ولا تسبوا الذين يدعون …﴾ الآية، عن قتادة قال: كان المسلمون يسبون أصنام الكفار فيسب الكفار ربهم تبارك وتعالى، فأنزل الله الآية - رواه عبد الرزاق.

وعن ابن عباس قال: قال المشركون للنبي ﷺ: يا محمد لتنتهين عن سب آلهتنا أو لنهجون ربك. فنزلت الآية ناهية المسلمين عم أصنام المشركين - رواه ابن جرير وابن المنذر.

## مقاصد السورة
من مقاصد سورة الانعامː
1. ترسيخُ العَقيدةِ، وتعريفُ النَّاسِ بربِّهم، وتعبيدُهم له، وإقامةُ الأدلَّةِ على وحدانيَّةِ اللهِ، وصِدقِ رسولِه، وعلى اليومِ الآخرِ.
2. مُحاجَّةُ المشركِينَ وغيرِهم من المُبتدِعينَ، ومَن كذَّبَ بالبَعْثِ والنُّشورِ، ودحْضُ شُبَهِهم

## الوصايا العشر
من اهم الوصايا التي أوصى بها الاسلام، هي الوصايا العشر التي تضمنتها ثلاث آيات من سورة الأنعام وذكرت أيضاً في آيات من سورة الإسراء.
﴿قُلْ تَعَالَوْا أَتْلُ مَا حَرَّمَ رَبُّكُمْ عَلَيْكُمْ أَلَّا تُشْرِكُوا بِهِ شَيْئًا وَبِالْوَالِدَيْنِ إِحْسَانًا وَلَا تَقْتُلُوا أَوْلَادَكُمْ مِنْ إِمْلَاقٍ نَحْنُ نَرْزُقُكُمْ وَإِيَّاهُمْ وَلَا تَقْرَبُوا الْفَوَاحِشَ مَا ظَهَرَ مِنْهَا وَمَا بَطَنَ وَلَا تَقْتُلُوا النَّفْسَ الَّتِي حَرَّمَ اللَّهُ إِلَّا بِالْحَقِّ ذَلِكُمْ وَصَّاكُمْ بِهِ لَعَلَّكُمْ تَعْقِلُونَ ۝١٥١ وَلَا تَقْرَبُوا مَالَ الْيَتِيمِ إِلَّا بِالَّتِي هِيَ أَحْسَنُ حَتَّى يَبْلُغَ أَشُدَّهُ وَأَوْفُوا الْكَيْلَ وَالْمِيزَانَ بِالْقِسْطِ لَا نُكَلِّفُ نَفْسًا إِلَّا وُسْعَهَا وَإِذَا قُلْتُمْ فَاعْدِلُوا وَلَوْ كَانَ ذَا قُرْبَى وَبِعَهْدِ اللَّهِ أَوْفُوا ذَلِكُمْ وَصَّاكُمْ بِهِ لَعَلَّكُمْ تَذَكَّرُونَ ۝١٥٢ وَأَنَّ هَذَا صِرَاطِي مُسْتَقِيمًا فَاتَّبِعُوهُ وَلَا تَتَّبِعُوا السُّبُلَ فَتَفَرَّقَ بِكُمْ عَنْ سَبِيلِهِ ذَلِكُمْ وَصَّاكُمْ بِهِ لَعَلَّكُمْ تَتَّقُونَ ۝١٥٣﴾ [الأنعام:151–153]
وتتلخص الوصايا العشر في السورةː
- الوصية الأولى:  النهي عن الشرك بالله ﴿ أَلاَّ تُشْرِكُواْ بِهِ شَيْئًا ﴾
- الوصية الثانية: الإحسان للوالدين ﴿ وَبِالْوَالِدَيْنِ إِحْسَانًا ﴾
- الوصية الثالثة: النهي عن قتل الأولاد خوفا من الفقر ﴿ وَلاَ تَقْتُلُواْ أَوْلاَدَكُم مِّنْ إمْلاَقٍ نَّحْنُ نَرْزُقُكُمْ وَإِيَّاهُمْ ﴾
- الوصية الرابعة: النهي عن الاقتراب من الفواحش ﴿ وَلاَ تَقْرَبُواْ الْفَوَاحِشَ مَا ظَهَرَ مِنْهَا وَمَا بَطَنَ ﴾
- الوصية الخامسة: النهي عن قتل النفس التي حرم الله ﴿ وَلاَ تَقْتُلُواْ النَّفْسَ الَّتِي حَرَّمَ اللّهُ إِلاَّ بِالْحَقِّ ﴾
- الوصية السادسة: النهي عن أكل مال اليتيم ﴿ وَلاَ تَقْرَبُواْ مَالَ الْيَتِيمِ إِلاَّ بِالَّتِي هِيَ أَحْسَنُ حَتَّى يَبْلُغَ أَشُدَّهُ ﴾
- الوصية السابعة: الوفاء بالميزان ﴿ وَأَوْفُواْ الْكَيْلَ وَالْمِيزَانَ بِالْقِسْطِ ﴾
- الوصية الثامنة: قول الحق والعدل فيه ولو كان على أُولي القربى ﴿ وَإِذَا قُلْتُمْ فَاعْدِلُواْ وَلَوْ كَانَ ذَا قُرْبَى ﴾
- الوصية التاسعة:  الوفاء بالعهد ﴿ وَبِعَهْدِ اللّهِ أَوْفُواْ ﴾
- الوصية العاشرة: اتباع الصراط المستقيم ﴿ وَأَنَّ هَذَا صِرَاطِي مُسْتَقِيمًا فَاتَّبِعُوهُ وَلاَ تَتَّبِعُواْ السُّبُلَ فَتَفَرَّقَ بِكُمْ عَن سَبِيلِهِ ﴾

## وصلات خارجية
- سورة الأنعام
- المصدر موقع الموسوعة الإسلامية المعاصرة